# Акутна инфламаторна демијелинизирајућа полирадикулонеуропатија
Акутна инфламаторна демијелинизирајућа полинеуропатија (АИДП) један је од два најчешћа облика Гилен-Бареовог синдрома. Узрокована је аутоимуним процесом који се карактерише прогресивном арефлексичном слабошћу и блажим сензорним променама. Сензорни симптоми често претходе моторној слабости. Око 20% пацијената заврши са респираторном инсуфицијенцијом. АИДП је најчешћи облик Гилен-Бареовог синдрома (ГБС) у Северној Америци и Европи (јер АИДП чини око 90% случајева).
Гилен-Бареов синдром (ГБС) се односи на групу хетерогених, али повезаних поремећаја периферних нерава са акутним почетком, за које се сматра да су последица аутоимуног процеса и обично су постинфективне. Два најчешћа облика Гилен-Бареовог синдрома су акутне инфламаторне демијелинизирајуће полирадикулонеуропатија (АИДП) и акутна моторна аксонална неуропатија (АМАН), при чему ова  друга неуропатија чини 10% случајева Гилен-Бареовог синдрома.   У Азији, Јужној Америци и Централној Америци, релативна учесталост акутне инфламаторне демијелинизирајуће полирадикулонеуропатија је много већа. Ове варијације у инциденци акутне инфламаторне демијелинизирајуће полирадикулонеуропатије и акутне моторне аксоналне неуропатије у различитим географским регионима могу указивати на разлике у имуногенетском репертоару и инфективним притисцима.

## Епидемиологија
На глобалном нивоу фреквенција АИДП није добро документована. Од два преовлађујућа подтипа Гилен-Бареовог синдрома, демијелинизирајући подтип (АИДП) преовлађује у Сједињеним Америчким Државама и Европи, а аксонални подтип (АМАН) је преовлађујући облик у Кини. Претходне клиничке студије наводе да се АМАН јавља и код мексичке деце. [ 3 ] Сличне епидемије забележене су у Мексику, Шпанији и Јордану.

### Морталитет/Морбидитет
У три велике студије, стопа морталитета се кретала од 2% до 6%. Генерално, смрт је последица компликација вентилације. Узроци укључују срчани застој, плућну емболију, сепсу, бронхоспазам, пнеумоторакс, синдром респираторног дистреса код одраслих (АРДС) и дисаутономију.
Више од 75% пацијената има потпуни или скоро потпуни опоравак без дефицита или само благи резидуални замор и дистална слабост.
Други пацијенти, од којих је скоро свима била потребна вентилација, пате од тешке дисестезије или умерено тешке дисталне слабост као резидуалног симптома. Око 15% пацијената заврши са значајним неуролошким резидуалима.

### Расне, географске и полне разлике
АИДП се јавља у свим расама и у свим регионима света. 
Однос мушкараца и жена је 1,1–1,7:1.

### Старост
Пацијенти су били у доби од 2 месеца до 95 година. У Сједињеним Америчким Државама, старосна дистрибуција је очигледно бимодална, при чему је већина пацијената између 15-35 година или 50-75 година. Док су у Кини (и другим земљама) пријављене честе епидемије код деце узраста од 2 до 12 година.

## Патофизиологија
Акутне инфламаторне неуропатије обухватају групе хетерогених поремећаја које карактерише патогена имунолошки посредована хематогена леукоцитна инфилтрација периферних нерава, нервних корена или обоје, са резултирајућом демијелинизацијом или аксоналном дегенерацијом или обоје, а патогенеза ових поремећаја остаје.
Недавна изолација и карактеризација људских ендонеуријских ендотелних ћелија које формирају крвно-нервну баријеру пружа прилику да се разјасне интеракције леукоцита и ендотелних ћелија које су кључне за патогенезу инфламаторних неуропатија на интерфејсу између системске циркулације и ендонеуријума периферног нервног система.
Верује се да је акутна инфламаторна демијелинизирајућа полинеуропатија узрокована имунолошким нападом који је усмерен на компоненте мијелина. Ово доводи до демијелинизирајуће полинеуропатије. Чини се да и ћелијски и хуморални имуни механизми играју улогу. Ране инфламаторне лезије састоје се од лимфоцитног инфилтрата који се налази у близини сегментне демијелинизације. Макрофаги су израженији неколико дана касније.
Промене периферних нерава састоје се од различитог степена периваскуларног едема, акумулације мононуклеарних ћелија и паранодалне и ређе сегментне демијелинизације. Често су мултифокални са одређеном склоношћу према нервним коренима, местима укљештења и дисталним крајевима. У аксонској варијанти Гуиллаин-Барре синдрома често преовлађује аксонална дегенерација. Тешки облик Гилен-Бареовог синдром је често повезан и са дегенерацијом аксона. Аксонална дегенерација се јавља или као примарно аксонски процес или као аксонална дегенерација типа посматрача, повезана са демијелинизацијом. Ретко се патолошки процес протеже у централни нервни систем.
Како долази до регенерације, често долази до избијања нерава и повећања ожиљака.
У пољу електронског микроскопа макрофаги се посматрају како скидају мијелински омотач. Хуморални молекули као што су антимијелинска антитела и комплемент вероватно доприносе процесу усмеравањем макрофага у Шваннове ћелије опсонизацијом. Истраживањем је пронађено да комплемент и антитела облажу мијелински омотач. Промене се примећују на нервним коренима, периферним нервима и кранијалним нервима. Код акутне моторне аксоналне неуропатије (АМАН, варијанта АИДП), депоновани комплемент се налази на Ранвијеовом сужењу, док мијелин често остаје неоштећен.
Оштећење мијелинске овојнице доводи до сегментне демијелинизације. Ово доводи до смањене брзине проводљивости нерва и, понекад, блокаде његове проводљивости.  